# That Darn Priest
That Darn Priest is een aflevering van de populaire Amerikaanse sitcom Two and a Half Men en de zestiende en laatste van het achtste seizoen. De aflevering werd op 14 februari 2011 voor het eerst uitgezonden op de commerciële televisiezender CBS. Ze is de 177e en laatste aflevering met hoofdrolspeler Charlie Sheen, die drie weken na de uitzenddatum op 7 maart 2011 werd ontslagen door Warner Bros., het productiebedrijf achter de toen succesvolle sitcom, wegens voortdurend alcoholmisbruik en vanwege kwaadspreken jegens de bedenker en schrijver Chuck Lorre.
De zaak Sheen-Lorre, een storm die uitbarstte na de aflevering That Darn Priest en aansluitend einde van het achtste seizoen van Two and a Half Men, werd breed uitgesmeerd in de Amerikaanse tabloids, kreeg voorts grote internationale media-aandacht en heeft (de carrière van) Sheen schade toegebracht. Op 19 september 2011 ging Two and a Half Men verder met de aflevering "Nice to Meet You, Walden Schmidt" en met Ashton Kutcher als nieuwe hoofdrolspeler.
Sheen acteerde later nog in de sitcom Anger Management, maar verdere grote rollen bleven uit. Ook na zijn ontslag bleef een zweem van controverse rond de persoon van Sheen hangen. In november 2015 werd een hiv-besmetting bij Sheen vastgesteld, wat Sheen in slecht daglicht stelde. In 2018 werd bekend dat Sheen de fiscus zo'n vijf miljoen dollar achterstallige belastingschuld moest betalen.

## Achtergrond

### Two and a Half Men

Two and a Half Men was een van de meest bekeken sitcoms van het moment

Two and a Half Men is een populaire Amerikaanse sitcom die tussen 2003 en 2015 in primetime werd uitgezonden op CBS. De serie gaat over Charlie Harper (Charlie Sheen), een welstellende pianist die jingles componeert en die in een strandhuis te Malibu woont. Charlie neemt zijn twee jaar jongere broer Alan Harper (Jon Cryer) in huis wanneer hij een echtscheiding doormaakt. Jake, het zoontje van Alan (Angus T. Jones), verblijft bij zijn oom en vader tijdens weekends. 
De serie teert op (sarcastische) 'deadpan'-situatiehumor. That Darn Priest is de laatste aflevering van Two and a Half Men met een fysieke verschijning door Charlie Sheen, die vanaf de start van de sitcom in 2003 de immens populaire pianist en casanova Charlie speelde.

### Ruzie Charlie Sheen en Chuck Lorre

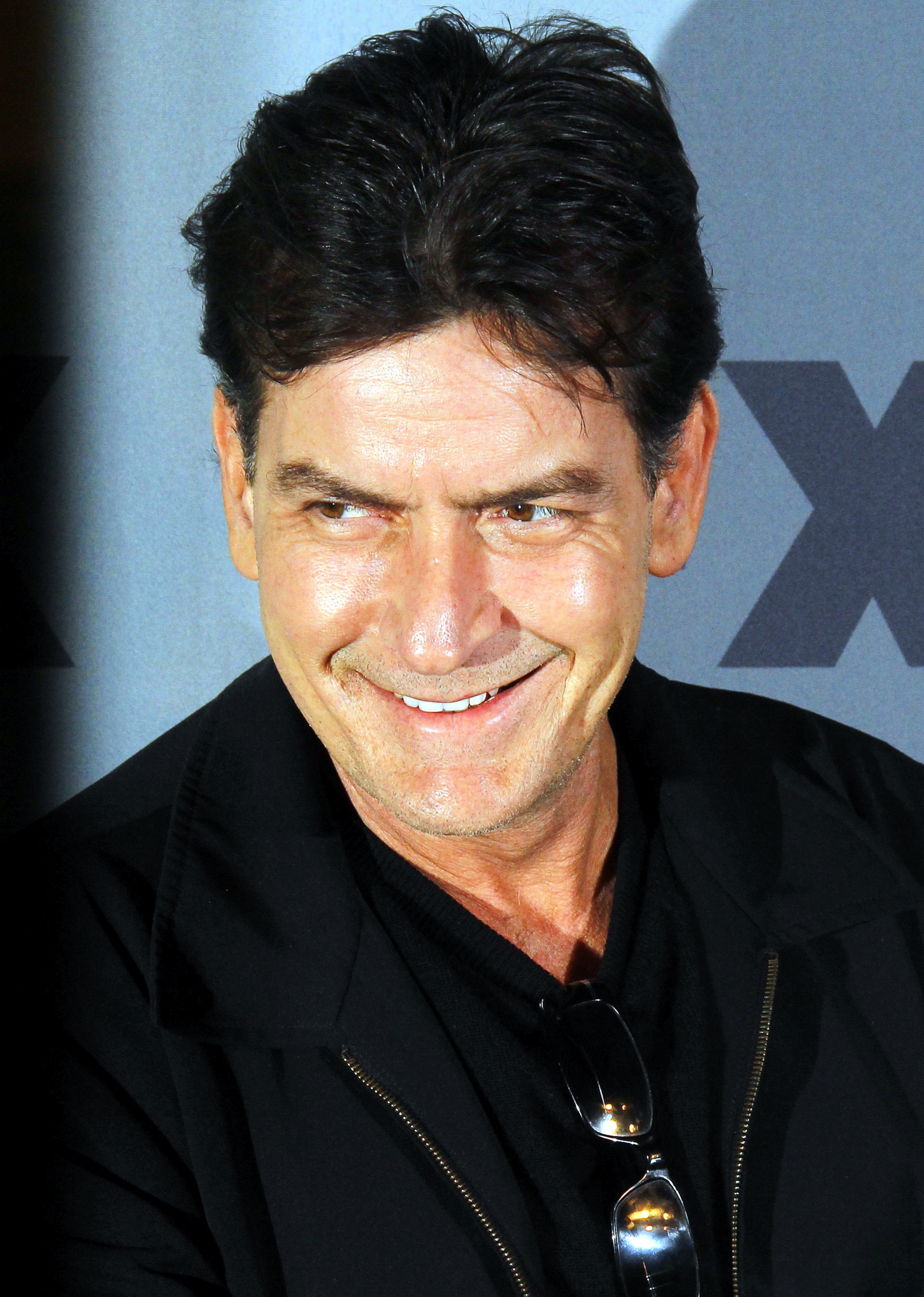
Charlie Sheen, de hoofdrolspeler

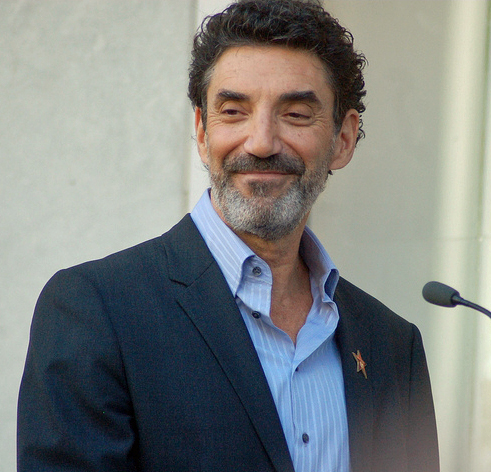
Chuck Lorre, de bedenker van de sitcom

Chuck Lorre (bedenker) en Warner Bros. (producent) konden het niet hebben dat Sheen een tweede maal opslag eiste, terwijl hij reeds de best betaalde televisieacteur ter wereld van dat moment was. Sheen verdiende op dat moment al 1,8 miljoen dollar aan een aflevering van Two and a Half Men; in 2008 streek hij 'slechts' ruim de helft van dat bedrag op. Sheen verdiende toen 530.000 dollar aan een aflevering van Two and a Half Men, maar in 2010 werd zijn salaris verdubbeld. De acteur vroeg echter opnieuw opslag en verklaarde later ook "zijn job niet graag meer te doen", terwijl collega's aangaven dat ze niet meer in staat waren om met Sheen samen te werken door onprofessioneel gedrag.
Sheen ging mentaal achteruit en deed na zijn ontslag uitspraken zoals "Ik ben het beu om te moeten doen alsof ik geen rockster uit Mars ben en dat ik niet speciaal ben", "Ik ga enthousiast zijn over tijgerbloed en tekeer gaan over Lorre en je jaloers maken op mijn godinnen" en schold zijn baas Chuck Lorre aanhoudend uit. Berucht werd zijn "winning"-tirade, waarbij een uitgeleefde Sheen in een elf minuten durend YouTube-filmpje, door Sheen thuis opgenomen, meent te 'winnen' en dat Lorre 'verliest'. Sheen rookt gedurende dat filmpje crack.
Vier jaar na Sheens ontslag en That Darn Priest, wanneer de slotaflevering werd uitgezonden, namen vele Two and a Half Men-fans het op voor Sheen. Ze waren namelijk ontgoocheld in Lorre of waren verbolgen omdat voor Sheen zelfs geen bijrol meer was weggelegd. Lorre beweert Sheen een bijrolletje te hebben aangeboden, maar Sheen sloeg het aanbod af op grond van een gebrek aan respect die hij haalde uit de inhoud van zijn bijdrage aan de aflevering. Hij moest een pleidooi houden tegen alcoholmisbruik en zag dit niet zitten. Daarna zou een piano op het hoofd van Sheens personage Charlie zijn gevallen, hem zodoende dodend. De ruzie tussen Sheen en Lorre duurde voort. Sheen viel onder meer de Joodse herkomst van Lorre aan. De problemen rond Sheen gingen verder dan alleen de ruzie met Lorre. Eind 2023 begroeven Sheen en Lorre na ruim twaalf jaar de strijdbijl.

### Persoonlijk leven Sheen
Sheens tegenspeler in Two and a Half Men, Jon Cryer, meent dat de scheiding van Sheen en actrice Denise Richards, uit 2006, Sheen terug aan de drugs bracht. Volgens Cryer was hij nadien nooit meer dezelfde op de set, maar bleef professioneel. "De eerste paar maanden kon hij het nog aan, maar daarna kon je zien dat het op hem woog", zei Cryer in 2020.
Sheen had effectief ernstige privéproblemen op het moment van zijn ontslag, hetgeen niks te maken had met zijn professionele relatie met Chuck Lorre. Zijn huwelijk met actrice Brooke Mueller, sinds 2008, had ernstige schade opgelopen en het paar ruziede over hun tweelingzoontjes Bob en Max. Bovendien had een naakte Sheen eind oktober 2010 een hotelkamer in New York met agressie verbouwd (waarna hij werd overgebracht naar het dichtstbijzijnde ziekenhuis) en had hij zijn echtgenote eerder met een mes bedreigd.

## Inhoud

### Achtergrondinformatie
De aflevering was niet bedoeld als einde van het achtste seizoen. Na deze aflevering hadden normaal nog acht afleveringen moeten volgen om de gebruikelijke 24 afleveringen die een gemiddeld seizoen telde, te bekomen. Door de situatie met Charlie Sheen had men echter geen andere keuze. Door de kijker kan duidelijk worden opgemerkt dat Sheen er tijdens de afleveringen Lookin' for Japanese Subs (8x14), Three Hookers and a Philly Cheesesteak (8x15) en That Darn Priest (8x16) verwilderd en vermagerd uitziet. Dit komt doordat de laatste drie afleveringen veel later werden opgenomen dan de eerste dertien, wat eveneens was te wijten aan Sheens persoonlijke toestand. Sheens fysieke en mentale toestand ging er in de periode van stillegging verder op achteruit. Lorre, Sheen en de rest van de crew namen toch het besluit de opnames te hervatten. De verhaallijn was opgebouwd rond een geslaagde poging tot ponzifraude van het personage Alan Harper, gespeeld door Jon Cryer, de twee jaar jongere broer van Sheens personage Charlie Harper. Sheens toestand en ruzie met bedenker Chuck Lorre lagen ten grondslag aan het vroegtijdig stopzetten van het gehele achtste seizoen.
De titel van de aflevering, That Darn Priest ("Die verduivelde priester"), refereert aan de priester (Dakin Matthews) bij wie Alan aan het begin van de aflevering te biecht gaat. Het tweedelige verhaal over Alans ponzifraude komt tijdens deze aflevering tot ontplooiing. That Darn Priest draait om de ponzifraude van Alan en de relatie van Charlie en zijn buurvrouw Rose, gespeeld door Melanie Lynskey. Het einde (Sheens personage vertrekt op reis met dat van Lynskey, maar was weer terug voor de zeventiende aflevering en een nieuwe verhaallijn) werd als definitief einde van het seizoen behouden en de zeventiende aflevering met alle overige afleveringen geannuleerd.

### Verhaallijn rond Alan Harper
Alan Harpers ponzifraude die begon tijdens de vijftiende aflevering Three Hookers and a Philly Cheesesteak, kwam aan het licht tijdens That Darn Priest. De kijker zag hem wel frauderen, maar de andere personages wisten van niks om spanning te creëren over de afloop van de verhaallijn. Hierna had men nieuwe verhaallijnen gepland, maar deze werden opgeborgen door de problematiek met Sheen. Alan had de mensen uit zijn dichte omgeving – zijn broer Charlie, zijn vriend en de echtgenoot van zijn ex-vrouw Judith (Marin Hinkle), Herb (Ryan Stiles), zijn moeder Evelyn (Holland Taylor) en de huishoudster van Charlie, Berta (Conchata Ferrell) – duizenden euro's afgetroggeld onder het mom dat investeren in zijn chiropraxie-praktijk een hoog rendement voor hen zou opleveren. 
Een oude vriend van hem die ook chiropractor werd, Dave Ciambotti, had het ook gedaan en dus wilde Alan het voor zichzelf ook eens uitproberen. De eerste persoon die Alan benaderde was Charlie. Charlie gaf hem meteen vijfduizend dollar cash (zomaar uit zijn broekzak ter komisch effect). Daarna ging hij naar zijn gefortuneerde moeder, zij is namelijk vastgoedmakelaar. Maar Alan investeerde helemaal niet in zijn praktijk. Alan loog tegen zijn omgeving dat de investering loonde waardoor ze hem meer geld gaven om dure spullen te kopen. Alan worstelde met zijn geweten, maar ontdekte zijn 'kwade zelf' in de spiegel en die overtuigde hem om door te zetten. Uiteindelijk zou hij ontmaskerd worden door Rose, de buurvrouw van Charlie (zie onder).

### Verhaallijn rond Charlie Harper
Tijdens de vorige aflevering Three Hookers and a Philly Cheesesteak begint Charlie een relatie met zijn buurvrouw Rose, de vrouw met wie hij (meer dan) acht jaar eerder eens een onenightstand had. Charlie had Rose daarna steeds afgezworen, maar Rose bleef haar buurman voortdurend stalken. Met een list overtuigde ze Charlie dat zij de ware voor hem was, namelijk door een huwelijk met een etalagepop te ensceneren. Het 'huwelijk' met de etalagepop werd 'beëdigd' tijdens de aflevering The Crazy Bitch Gazette.
De broers vertrouwden het zaakje niet en besloten naar de kerk te gaan, die Rose vulde met etalagepoppen. Charlie en Alan gluren binnen, maar kregen niet in de gaten dat de 'genodigden' etalagepoppen waren. Met de verworven kennis, namelijk dat Rose getrouwd is, keren Charlie en Alan bedrogen huiswaarts. Na de zevende aflevering volgden verhaallijnen zoals een die draait om een Colombiaanse vervangster voor huishoudster Berta in aflevering A Good Time in Central Africa.
De verhaallijn over het geënsceneerde huwelijk van Rose met de etalagepop komt weer aan de oppervlakte tijdens de veertiende aflevering Lookin' for Japanese Subs. Deze aflevering draait rond Alans zoon Jake Harper (Angus T. Jones) die met zijn vriend Eldridge (Graham Patrick Martin) als Dumbass het programma Jackass nabootst en 'coole stunts' uithaalt, waarmee Jake zijn vader compleet gek maakt. Charlie was voorstander en liet T-shirts ontwerpen. Aan het begin van de aflevering loopt Charlie Rose tegen het lijf in de supermarkt wanneer Charlie er zijn voorraad sterke drank inslaat. Hier beseft hij dat Rose de ware voor hem is als Rose hem vertelt hoe gelukkig ze is met 'Manny Quinn', eminent figuur in de mode-industrie (naar mannequin, het Franse én Engelse woord voor etalagepop). Charlie wist dus wat Manny beroepsmatig deed, hoewel hij belogen werd.
Tijdens de aflevering Three Hookers and a Philly Cheesesteak komt pizza-koerier Gordon (J.D. Walsh) erachter dat Rose het hart van Charlie wil veroveren door een huwelijk met een etalagepop te ensceneren, waardoor Rose dreigt ontmaskerd te worden. Wanneer Rose even naar boven gaat om geld te halen valt Gordons frank. Manny 'zat' in haar zetel. Eerder die avond ging hij een pizza leveren bij Charlie. Charlie en Gordon kenden elkaar goed want Gordon had in het verleden een relatie met Rose (ook om Charlie jaloers te maken). Charlie en Gordon konden geen hechte vrienden worden genoemd, maar goede kennissen van elkaar. Charlie vertelt Gordon over Manny en informeert hem over wat zijn beroep is. Gordon verneemt dus ook dat Manny een belangrijk figuur was in de mode-industrie. Gordon zegt dan dat hij nog bij Rose moet leveren. Bij Rose doet Gordon dan de ontdekking. Gordon gaat nogmaals langs bij Charlie, maar die vat niet wat Gordon wil zeggen als hij de situatie probeert uit te leggen.

### Samenkomst verhaallijnen
In de aflevering That Darn Priest komen beide verhaallijnen op een welbepaalde manier samen zodat de scenaristen Sheen uit de sitcom konden schrijven.
Alans fraude wordt door Rose ontsluierd, maar Rose vertrouwt hem ook haar geheim toe. Alan verzwijgt alles voor de geen benul hebbende Charlie, terwijl Rose hetzelfde doet voor Alan. Alan wordt niet gestraft voor zijn daden en Rose en een onwetende Charlie kunnen onverstoord op citytrip vertrekken naar Parijs. Rose biedt Alan genoeg geld aan om de anderen terug te betalen zodat Alan haar geheim zeker zou verzwijgen. Wanneer Charlie hem verzoekt te verhuizen, wat Charlie geregeld vroeg, neemt Alan het geld aan. Alan spreekt Charlie niet meer (want hij kan de waarheid niet meer zeggen om zo zichzelf te beschermen).
De allerlaatste scène van Sheen laat zien hoe zijn personage Charlie de jas van 'zijn' voorbestemde Rose uit haar kleerkast haalt, waar hij Manny de etalagepop aantreft. Hij schrikt hiervan, maar zegt dan: "Nou dan. De man brengt zijn werk mee naar huis. [over de 'ontwerpstijl' van Manny] Ja. Smakeloos. [over Rose' jas] Ik heb hem gevonden!" Charlie faalt zo de intenties van Rose in te zien.
Charlie werd door Rose, weliswaar vermeend door de andere personages, onder een Parijse metrotrein geduwd nadat zij erachter kwam dat Charlie overspelig was geweest. Charlie keert daarna niet meer fysiek terug naar de sitcom veronderstellend dat hij dood is. Wel keert hij eenmalig terug in een vrouwelijke en geestelijke vorm. Kathy Bates speelt het personage in het negende seizoen, als vrouw. Dat seizoen begint met de begrafenis van Charlie, maar de slotaflevering ("Of Course He's Dead") onthult vier jaar later dat Charlie niet dood is. Rose had hem na terugkomst van hun reis opgesloten in een lege waterput. Charlie weet te ontsnappen uit de put en wilde wraak nemen op zijn familie. Sheen hernam zijn rol als Charlie niet, het betrof een 'dubbelganger'.

## Rolverdeling
Hoofdpersonages
- Charlie Sheen (Charlie Harper)
- Jon Cryer (Alan Harper)
- Angus T. Jones (Jake Harper)
- Conchata Ferrell (Berta)

Gastpersonages
- Melanie Lynskey (Rose)
- Dakin Matthews (Father Shaunassey)

## Reacties
That Darn Priest, de laatste aflevering van het achtste seizoen, wordt door fans van Two and a Half Men bij voorkeur gezien als de laatste kwaliteitsvolle aflevering van de sitcom omdat Sheen er nog in speelt. Grotelijks als een vorm van protest na de beslissing van Warner Bros. om Sheen te ontslaan. Bedenker en uitvoerend producent Chuck Lorre moest het bij trouwe fans ontgelden ondanks Sheens onprofessionele gedrag.
De kijkcijfers van Two and a Half Men namen na het ontslag van Sheen en enkele weken na de introductie van het personage Walden Schmidt, gespeeld door Sheens vervanger Ashton Kutcher, daadwerkelijk een ferme duik. De sitcom hield na twaalf seizoenen op te bestaan, vier jaar na Sheens ontslag.
Toen in 2013 ook Angus T. Jones, die Jake Harper speelde en de 'Half Man', de sitcom verliet en mensen aanraadde te stoppen met kijken, rees de vraag om de stekker te trekken uit de sitcom. Van het concept bleef slechts één 'Man' over, Jon Cryer (Alan Harper). De kijkcijfers bleven verder dalen, wat uiteindelijk leidde tot de stopzetting in 2015.